# Iztok Žagar
Iztok Žagar, slovenski politični delavec in diplomat, * 5. junij 1923, Srednja Dobrava, † 2007, Ljubljana. 

## Življenje in delo
Žagar je že maja 1941 v Ljubljani delal kot aktivist OF, avgusta je postal komandir čete na Kureščku, nato politični komisar Preserske partizanske čete. Po napadu na italijansko postojanko v Ložu sredi oktobra 1941 je bil ujet in zaradi mladoletnosti obsojen na dosmrtno ječo. Po kapitulaciji Italije 1943 se je vrnil k partizanom in bil med drugim politični komisar čete Idrijsko-tolminskega odreda, sekretar Pokrajinskega komiteja SKOJa za Slovenijo (1944-1945) in član uredništva Mladine. Po vojni je v Beogradu končal Višjo politično šolo Đuro Đaković (1949) in delal na zunanjem ministrstvu (1951-1954) in v Zveznem izvršnem svetu SFRJ (1954-1967) ter vmes na Inštitutu za družbene vede (1959-1962). Bil je veleposlanik v Moskvi ter več zahodnoafriških in južnoameriških državah. Žagar je nosilec partizanske spomenice 1941.